# أحكام القرآن (الطحاوي)
كتاب أحكام القرآن للطحاوي أبي جعفر أحمد بن محمد بن سلامة بن عبد الملك الأزدي الطحاوي، الفقيه الحنفي؛ انتهت إليه رياسة أصحاب أبي حنيفة.
وتفسير آيات الأحكام لقيت من التّحرير والتّهذيب ما لم يكن مثله لسائر الأبواب، ولا يخفى أنّ سببه ما ينبني عليه من تفاصيل الشّرائع العمليّة.
غير أن الطحاوي يذهب بالمسائل التي ذكرها إلى إبراز المذهب الحنفي الذي ينتمي إليه، بل قد يتعدى الأمر إلى غمط المخالفين، والاستطالة عليهم بما لا داعي له.
وقد ظهر في منهجه من حرص على ذكر أحكام القرآن من المفسرين أو من كتب في أحكام القرآن خاصة الاستطراد في ذكر المسائل المتعلقة بحكم الآية، وإن لم يشر إليها، وهذا المنهج هو الذي انتهجه أصحاب كتب أحكام القرآن وجعل كتبهم كتب فقه، لا كتب تفسير؛ ولذا فإنه لا تكتمل فيها صورة التفسير.

## ترجمة موجزة عن المؤلف
أبو جعفر أحمد بن محمد بن سلامة بن عبد الملك الأزدي الطحاوي، الفقيه الحنفي؛ انتهت إليه رياسة أصحاب أبي حنيفة وصنف كتباً مفيدة منها أحكام القرآن، واختلاف العلماء، ومعاني الآثار، والشروط، وله تاريخ كبير، وغير ذلك، ولد سنة تسع وعشرين ومائتين، وتوفي سنة إحدى وعشرين وثلثمائة، ونسبته إلى طحا - بفتح الطاء والحاء المهملتين، وبعدهما ألف - وهي قرية بصعيد مصر، وإلى الأزد - بفتح الهمزة وسكون الزاء المعجمة وبالدال المهملة - وهي قبيلة مشهورة من قبائل اليمن.

## كتاب أحكام القرآن للطحاوي
كتاب تناول فيه أحكام كتاب الله عز وجل، واستنبطها من كتاب الله سبحانه وتعالى بعلمه الوسع، وأسلوبه الرفيع، والكتاب في أغلب الظن يقع في حدود ألف ورقة في أربع مجلدات، طبع منها المجلد الأول والثاني، وأما الثالث والرابع فهما مفقودان.

## أهمية علم أحكام القرآن
إن علم معرفة أحكام القرآن اعتنى به العلماء قديمًا وأفردوه بالتأليف، وأولهم الشافعي، ثم تلاه الكيا الهراسي، ومن الحنفية أبو بكر الرازي، ومن المالكية القاضي إسماعيل وبكر بن العلاء القشيري وابن بكير ومكي وابن العربي وابن الفرس، ومن الحنابلة القاضي أبو يعلى الكبير.

## منهج الطحاوي في كتابه
يأتي بالآية التي يريد كشف معانيها، واستخراج ما فيها من الأحكام، ويقول: تأويل قول الله عز وجل.
ثم يورد وجوه القراءات الواردة في الآية إن وجدت.
ثم يذكر سبب نزول الآية إن كان موجودا.
ثم ينظر كتاب الله عز وجل هل توجد فيه آية تبين معنى هذه الآية.
ثم ينظر سنة رسول الله صلى الله عليه وسلم هل يوجد فيها حديث روي عنه صلى الله عليه وسلم ويشرح ويكشف معنى هذه الآية ويبين ما فيه من الحكم.
ثم ينظر إلى أقوال الصحابة وأفعالهم هل روي عنهم شيء يوضح معنى هذه الآية ويبين ما فيه من الحكم.
ثم يورد آراء التابعين وأقوال الأئمة المجتهدين في هذه الآية، ويناقش أدلتهم مع إيراد أدلة كل منهم بطرقها المتعددة وبرواياتها المختلفة من الأحاديث والآثار.
ثم ينظر النظر ليؤيد به الرأي الذي ذهب إليه، وتقويته بالقياس، ويلجأ إلى الاعتماد على القياس والنظر في الترجيح عندما تتكافؤ الأحاديث التي يستدل بها الأئمة بحيث يتعذر ترجيح أحد الأقوال.

## طريق ترتيب أحكام القرآن للطحاوي
وقد كانت طريقة ترتيب كتب الأحكام على منهجين:
الأول: ترتيب الكتاب على سور القرآن، فيبتدأ بالفاتحة، ويختم بالناس، وعلى هذا أغلب كتب أحكام القرآن.
الثاني: ترتيب الكتاب على أبواب الفقه، وعلى هذا سار أبو جعفر الطحاوي (ت: 321).

## مميزات تفسير أحكام القرآن للطحاوي
1- رتبه على حسب أبواب الفقه، وجمع في كل باب ما يتعلق به من الآيات دون النظر إلى ترتيب الآيات والسور.
2- يقدم المعنى الظاهر للآية على المعنى الباطن، وقد بين ذلك في مقدمة كتابه.
3- يقدم المعنى العام على المعنى الخاص.
4- عني فيه بتبيين الناسخ والمنسوخ من الآيات والأحاديث.
5- عني فيه بذكر القراءات، وأسباب نزول الآيات.
6- يشرح ويبين الآيات المتشابهات بالآيات المحكمات ثم يوضحها بالسنة وبالأثر.

## النقد الموجه لأحكام القرآن للطحاوي
ويظهر على كتب أحكام القرآن عموما الميل إلى المذهب الذي يتمذهب به صاحب الكتاب فالطحاوي (ت: 321) يذهب بالمسائل التي ذكرها إلى إبراز المذهب الحنفي الذي ينتمي إليه، ويكفي في التمثيل لهذه المسألة أن ترى المسائل التي عقدها الطحاوي (ت: 321) في كتابه، فإنك ستجد ـ في أغلب المسائل ـ النص على مذهب أبي حنيفة (ت: 150) وأصحابه، بل قد يتعدى الأمر إلى غمط المخالفين، والاستطالة عليهم بما لا داعي له.
وقد ظهر في منهجه من حرص على ذكر أحكام القرآن من المفسرين أو من كتب في أحكام القرآن خاصة الاستطراد في ذكر المسائل المتعلقة بحكم الآية، وإن لم يشر إليها.
وهذا المنهج هو عين المنهج الذي انتهجه أصحاب كتب أحكام القرآن وجعل كتبهم كتب فقه، لا كتب تفسير؛ ولذا فإنه لا تكتمل فيها صورة التفسير.
ولو كانت كتب أحكام القرآن تعمد إلى الأحكام التي نص عليها القرآن، وإلى كيفية استنباط الحكم من القرآن، دون الاستطراد في ذكر المسائل الفقهية، أو تكلف الحديث عن أحكام لم ينص عليها القرآن لما اتسعت هذه الكتب.

## نماذج من كتاب أحكام القرآن للطحاوي
تأويل قوله تعالى: {وَآتُوا حَقَّهُ يَوْمَ حَصَادِهِ}[سورة الأنعام، الآية: 141]
قال الله عز وجل: {وَآتُوا حَقَّهُ يَوْمَ حَصَادِهِ} فاختلف أهل العلم في هذه الآية، فقال بعضهم: هي آية محكمة، والحق المذكور فيها هو الواجب في الزرع من العشر، ومن نصف العشر، وممن قال بذلك منهم: مالك بن أنس، حدثنا يونس، قال: أخبرنا ابن وهب، قال: قال مالك في قول الله عز وجل: {وَآتُوا حَقَّهُ يَوْمَ حَصَادِهِ} إن ذلك الزكاة ، والله أعلم، وقد سمعت من يقول ذلك، قال أحمد: وقد روي هذا القول، عن ابن عباس على اختلاف وقد روي عنه فيه، سنذكره في موضعه إن شاء الله تعالى.

## روابط خارجية ذات صلة
http://thesis.mandumah.com/Record/88882